# Valandovo
Valandovo (in macedone Валандово?) è un comune urbano della Macedonia del Nord di 11 890 abitanti (dato 2002). La sede comunale è nella località omonima.

## Geografia fisica
Il comune confina con Demir Kapija a nord-ovest, con Konče a nord, con Strumica a nord-est, con la Grecia ad est, con Dojran e Bogdanci a sud e con Gevgelija a sud-ovest. Valandovo è attraversata dal fiume Anska, affluente di sinistra del Valdar.

## Società

### Evoluzione demografica
In base al censimento del 2002 la popolazione è così suddivisa dal punto di vista etnico:
- Macedoni = 9 830
- Turchi = 1 333

## Località
Il comune è formato dall'insieme delle seguenti località:
- Valandovo (sede comunale)
- Gjuleli
- Calakli
- Cestevo
- Ajranli
- Arazli
- Basali
- Basibos
- Bajrambos
- Balinci
- Barakli
- Brajkovci
- Buluntuli
- Dedeli
- Grčiste
- Gradec
- Josifovo
- Kazandol
- Koculi
- Marvinci
- Pirava
- Plavus
- Prsten
- Rabrovo
- Sobri
- Tatarli
- Terzeli
- Udovo
- Vejseli